# Opvs Contra Natvram
Opvs Contra Natvram dvanaesti je studijski album poljskog ekstremnog metal sastava Behemoth. Diskografska kuća Nuclear Blast Records objavila ga je 16. rujna 2022.

## Pozadina
Album je producirao sam sastav. Bubnjevi su snimljen u studiju Tall Pine Records u Kolobudyju, Poljska i studiju Dug Out u Uppsali, Švedska. Vokali i gitare snimljen su u studiju Sound Division u Varšavi, a bas-gitara snimljena je u studiju Heinirich House u Legionowu, Poljska. Bubnjeve je producirao Daniel Bergstrand poznat iz suradnja sa sastavima kao što su In Flames, Dark Funeral i Meshuggah; gitare i vokali Sebastian Has; bas-gitare Filip Hałucha. Ženske je glasove snimila Zofia Fraś iz skupine Obscure Sphinx. Album je miksao Joe Barresi. Materijale je masterizao Bob Ludwig. 

## Promocija
Prije objave albuma, objavljena su četiri singla: "Ov My Herculean Exile", "Off to War!", "The Deathless Sun" i "Thy Becoming Eternal". Svi singlovi objavljen su na EP-u Opvs Contra Cvltvram objavljenom 15. rujna na YouTubeu.

## Popis pjesama
Tekstovi: Nergal, glazba: Nergal, osim gdje je navedeno drugačije.
| 1.    | »Post-God Nirvana«       | Nergal, Orion | 3:10 |
| 2.    | »Malaria Vvlgata«        |               | 2:18 |
| 3.    | »The Deathless Sun«      |               | 4:43 |
| 4.    | »Ov My Herculean Exile«  | Nergal, Orion | 4:43 |
| 5.    | »Neo-Spartacvs«          |               | 4:18 |
| 6.    | »Disinheritance«         |               | 4:22 |
| 7.    | »Off to War!«            |               | 4:47 |
| 8.    | »Once upon a Pale Horse« |               | 4:16 |
| 9.    | »Thy Becoming Eternal«   | Nergal, Orion | 4:09 |
| 10.   | »Versvs Christvs«        |               | 6:29 |
| 43:15 |                          |               |      |

## Zasluge
| Behemoth - Nergal – gitara, vokal - Inferno – bubnjevi, udaraljke - Orion – bas-gitara, klavijature, uzorci Dodatni glazbenici - Seth – gitara - Zofia Fraś – vokal (na pjesmama "Thy Becoming Eternal" i "Versvs Christvs") - Einar Selvik – udaraljke (plemenske) - Michał Łapaj – klavir (na pjesmi "Versvs Christvs") - Jan Stokłosa – orkestraske aranžmani - Piotr Wróbel – tuba - Wawrzyniec Dramowicz – udaraljke, timpani | Ostalo osoblje - Bartek Rogalewicz – grafički dizajn, sigil, dizajn - Sylvia Markis – fotografije - Christian Martin Weiss – fotografije - Oskar Szramka – fotografije - Evil Joe Barresi – miks - Daniel Bergstrand – uređivanje (bubnjevi) - Anton Pavsyuk – grafički dizajn - Filip "Henirich" Hałucha – uređivanje (bas-gitara) - Sebastian Has – inženjer zvuka (gitara i vokali), produkcija - Haldor Grunberg – inženjer zvuka (bubnjevi) - Tomasz Budkiewicz – inženjer zvuka (orkestar) - Bob Ludwig – mastering - Jun Murakawa – miks (asistent) |